# Anstalten Kumla
Anstalten Kumla, kallas Kumlafängelset, Kumlaanstalten och Kumlabunkern, är en sluten kriminalvårdsanstalt utanför Kumla i Närke. Anstalten är Sveriges största och är tillsammans med Anstalten Hall, Anstalten Norrtälje, Anstalten Salberga, Anstalten Hällby, Anstalten Tidaholm och Anstalten Saltvik de enda anstalterna i Sverige som erbjuder högsta säkerhetsklass, 1. På Kumla finns också Kriminalvårdens riksmottagning för män. Till riksmottagningen kommer alla som är dömda till fyra års fängelse eller mer. Där gör man en noggrann utredning innan personerna placeras på Kumla eller någon annan anstalt i Sverige.

## Historia

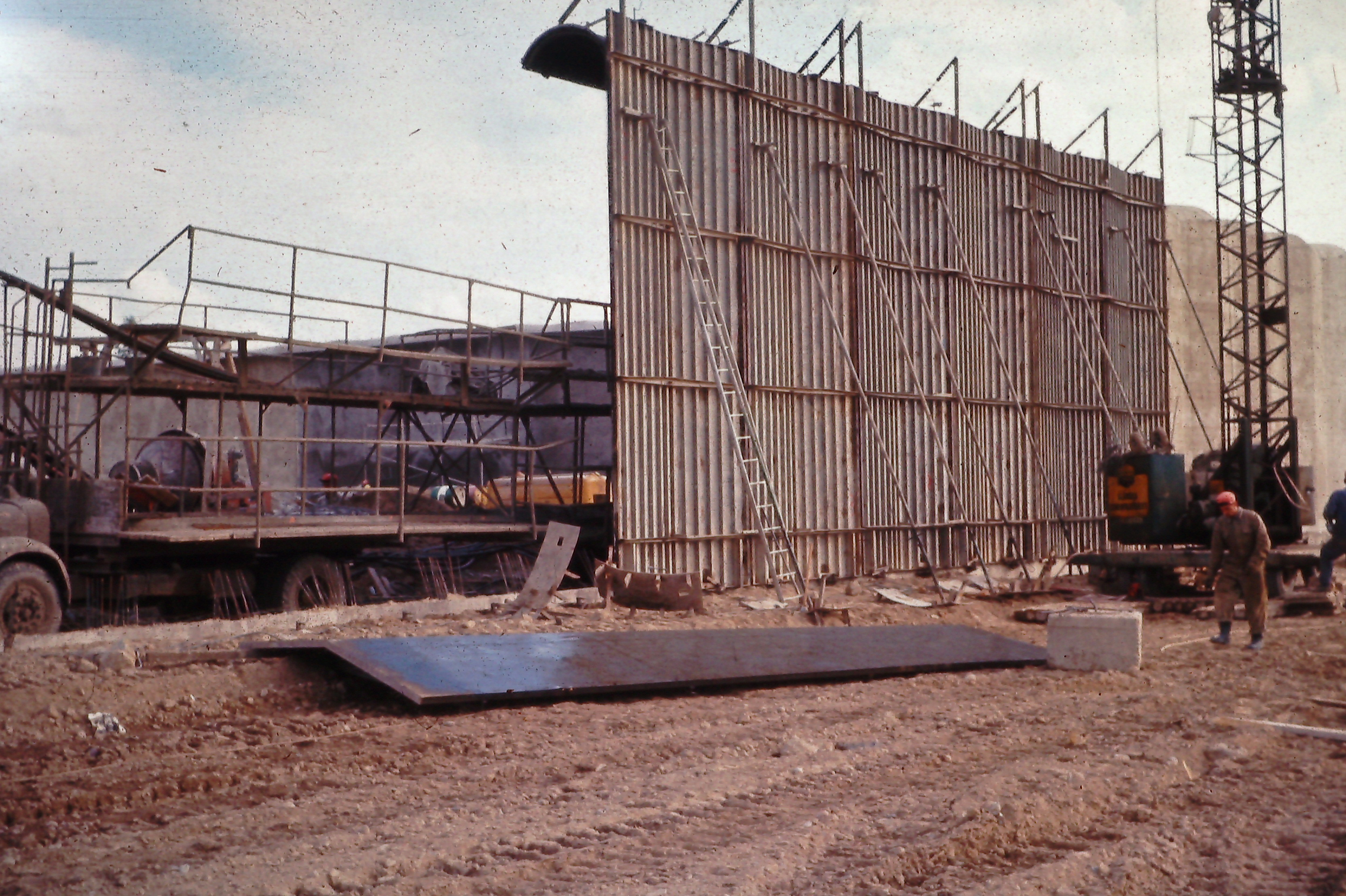
Form för fängelsemuren i sprutbetong, 16 september 1964.

Anstalten stod färdig 1965 och hade då 435 platser. På 1960-talet skapade Kumlaanstalten stora protester med sina höga murar, långa kulvertsystem och sin mekaniserade övervakning. Murarna är böjda inåt för att försvåra att fångarna skulle kunna ta sig över dem.

### Massrymningen 1972
Natten till den 18 augusti 1972 mellan klockan 03.00 och 04.00 under natten rymde 15 interner från Kumlabunkern, som ansågs vara Sveriges mest rymningssäkra anstalt. De som rymde räknades till några av Sveriges mest kriminella personer. Bland rymlingarna fanns bland andra Lars-Inge Svartenbrandt, Miro Barešić och Nisse Pistol. En av faktorerna som bidrog till att rymningen lyckades var att säkerhetsavdelningen inte var övervakad av vakter dygnet runt. Istället patrullerade vakter avdelningen med jämna mellanrum under natten.
Polisen kunde tidigt konstatera att de 15 celldörrarna inte hade brutits upp utan de hade öppnats med nyckel. Dock har det aldrig kunnat bevisas hur själva öppningen av dörrarna gick till. En teori är att internerna gjort egna nycklar genom att i smyg göra avtryck av vakternas nycklar. En annan teori är att nycklarna köptes av en fängelsevakt. För att lyckas öppna dörrarna lyckades en intern lura vakterna att han redan var inlåst. Sedan gömde han sig tills avdelningen blev obevakad för att sedan låsa upp de andras celler. Totalt öppnades 20 celler, men fem interner valde att stanna kvar, bland annat eftersom de hade kort tid kvar till frigivningen. Rymningen orsakade ett enormt polispådrag. Alla 15 av de förrymda infångades så småningom av polis.

### Rymningen 1991
Den 9 maj 1991 rymde Marten Imandi och Ioan Ursuț från Kumla. De båda var placerade på anstaltens säkerhetsavdelning.

### 2000-talet
För närvarande pågår en utbyggnad av anstalten.[när?] De nya säkerhetsavdelningarna på Kumla har byggts som en följd av flera uppmärksammade rymningar som inträffade under 2004. I januari 2004 fritog tre beväpnade män tre fångar, bland annat Daniel Maiorana, från Kumlaanstalten.
I dag har anstalten 517 platser och 450 anställda.

## Anstaltsplatser för barn och ungdomar
I september 2023 fick Kriminalvården i uppdrag av regeringen att förbereda inrättandet av särskilda enheter för unga i åldern 15–17 år. I januari 2025 fattade Kriminalvården ett inriktningsbeslut om vilka anstalter skulle kunna bli aktuella för framtida barn- och ungdomsavdelningar, där anstalten Kumla nämndes som en av åtta planerade platser.

## Kända fångar
- Rakhmat Akilov[7]
- Jackie Arklöv[8]
- John Ausonius[9] (Lasermannen)
- Stig Bergling[9]
- Helge Fossmo[10]
- Daniel Maiorana[11]
- Mijailo Mijailovic[12]
- Jon Nödtveidt[13]
- Clark Olofsson[9]
- Tony Olsson[14]
- Christer Pettersson[9]
- Mats Rimdahl[9] (Maskeradligan)
- Rahmi Sahindal[15]
- Lars-Inge Svartenbrandt[9]
- Lars Tingström[9]
- Ioan Ursuț[9][16]
- Tommy Zethraeus[16]